# Glyptothorax laosensis
Glyptothorax laosensis es una especie de peces de la familia Sisoridae en el orden de los Siluriformes.

## Morfología
• Los machos pueden llegar alcanzar los 10,8 cm de longitud total.

## Distribución geográfica
Se encuentran en las cuencas de los ríos Mekong y Chao Phraya.